# Борхов (Озёрщинский сельсовет)
Борхов (бел. Борхаў) — деревня в Озерщинском сельсовете Речицкого района Гомельской области Беларуси.

## География
В 12 км на северо-запад от Речицы и железнодорожной станции Речица (на линии Гомель — Калинковичи), в 62 км от Гомеля.
На севере протекает река Днепр.

## История
Согласно письменным источникам деревня известна с XIX века в составе Горвальской волости Речицкого уезда Минской губернии.
В 1930 году организован колхоз. В 1938 году создана машинно-тракторная станция.
Во время Великой Отечественной войны каратели полностью сожгли деревню и убили 110 жителей. В боях за деревню погибли 10 воинов (похоронены в братской могиле возле школы). На фронтах погибли 10 жителей деревни.
В 1959 году деревня входила в состав совхоза «Озерщина» с центром в деревне Озерщина.

## Население
- 1897 год — 5 дворов, 42 жителя (согласно переписи).
- 1908 год — 7 дворов, 79 жителей.
- 1930 год — 18 дворов, 89 жителей.
- 1940 год — 22 двора, жителей.
- 1959 год — 55 жителей (согласно переписи).
- 2004 год — 2 двора, 3 жителя.

## Транспортная система
Транспортная связь по просёлочной, а затем по автодороге Светлогорск — Рогачёв.
В деревне 2 жилых дома (2004 год). Дома деревянные, усадебного типа.